# Niederelfringhausen
Niederelfringhausen ist ein Stadtteil von Hattingen im Ennepe-Ruhr-Kreis (Nordrhein-Westfalen) und hat 184 Einwohner (2016).

## Geografie
Niederelfringhausen liegt südlich des Kernortes Hattingen und östlich von Langenberg an der Landesstraße L 924 (Felderbachstraße) im Grenzgebiet von märkischen Westfalen und Bergischen Land. Südlich vom Ort liegt der Stadtteil Oberelfringhausen; der Felderbach fließt durch beide Orte. Die höchste Erhebung ist der Immelberg mit 277 m Höhe. Die Landschaft wird Hattinger Hügelland oder Elfringhauser Schweiz genannt. Es gibt in Niederelfringhausen das Landschaftsschutzgebiet Niederbredenscheid/Elfringhausen und das Naturschutzgebiet Felderbachtal.

## Geschichte
Die erste urkundliche Erwähnung des Gebietes war am 17. Oktober 837, als Erp, Sohn des Aldrik, der Reichsabtei Werden, zwischen Podrebeci (Porbecke) und Farnthrapa (Felderbach) eine Rodung im Waneswald schenkte. Im Jahre 1005 gab es in Niederelfringhausen die abgabepflichtigen Höfe Huxel und Haselbeck.
Erstmals namentlich wird der Ort Elfrinchusen im Jahre 1253 erwähnt. Laut dem Schatzbuch der Grafschaft Mark von 1486 gehörte die Bauerschaft Elfringhausen zum Amt Blankenstein, Gogericht und Kirchspiel Hattingen und hatte 24 steuerpflichtige Hofbesitzer, mit Abgaben zwischen einem halben und fünf Goldgulden. In Niederelfringhausen werden folgende Höfe genannt: „vier Huxel-Höfe, Rischen Hof, Obere Blume, Böhnkes Hof, Haselbeck, Niederlaak, Oberlaak und zwei Bemberg-Höfe“.
Nach der Auflösung der Grafschaft Mark gehörten Nieder- und Oberelfringhausen bis 1824 zum Amt Sprockhövel (1815 Preußen, Provinz Westfalen), ab 1825 zum Amt Hattingen-Land als eigenständige Gemeinden Nieder- und Oberelfringhausen. Im Jahre 1858 hatte Niederelfringhausen 417 Einwohner, aber wegen der schlechten Wohn- und Arbeitsbedingungen verließen später immer mehr Familien ihre angestammte Heimat und zogen in umliegende Gemeinden.
In dem von Land-, Vieh- und Forstwirtschaft geprägten Niederelfringhausen gab es auch Eisenkotten, wo in Heimarbeit Nägel und andere Kleineisenteile geschmiedet wurden. Hausbandweber wurden erstmals 1822 urkundlich erwähnt und viele Bewohner (Kötter) lebten von der Bandweberei. Während die Bandwirker in Oberelfringhausen Baumwolle und Leinen verarbeiteten,  verwebten die aus Niederelfringhausen hauptsächlich Seide.

## Religion, Schule
Die Bewohner sind größtenteils lutherisch und seit dem Mittelalter nach Hattingen eingepfarrt. Erst 1899 wird für beide Elfringhausen ein Gemeindevikar angestellt. Den gemeinsamen Friedhof gab es seit dem Jahr 1900 in Oberelfringhausen. Dort auch die 1964 erbaute evangelische Kapelle Elfringhausen. Die für beide Orte gemeinsame evangelische Volksschule soll es schon vor 1700 gegeben haben. Seit 1908 als öffentliche Verband-Volksschule bis zu ihrer Auflösung im Jahre 1968.

## Ortsteile, Vereine
Ein gemeinsames Gemeindezentrum gab es für beide Orte in Oberelfringhausen. Ende 1969 hatte Niederelfringhausen 273 Einwohner mit dem Gemeindevorsteher Günter Schwardtmann (1964–1969). Im Rahmen der kommunalen Neugliederung wurde Niederelfringhausen am 1. Januar 1970 in die Stadt Hattingen eingegliedert. Für beide Orte gibt es die Freiwillige Feuerwehr Elfringhausen seit 1944. Der Sportverein SSV Preussen wurde 1953 gegründet (Tischtennis-Landesligist) und 1967 der „Bürger-, Heimat- und Verkehrsverein Elfringhausen e. V.“.